# Anti-Slavery Society
L'Anti-Slavery Society (qu'on peut traduire en français par « Société contre l'esclavage ») était le nom courant de plusieurs organisations abolitionnistes britanniques : 
- La Society for Effecting the Abolition of the Slave Trade, influencée par les initiatives des quakers anglais et nord-américains, provoqua en 1788 une enquête du Conseil privé de la Couronne[1], qui amène le Parlement à voter en 1807 l’interdiction de la traite négrière. Les abolitionnistes britanniques intensifièrent alors leurs campagnes[1], recourant aux moyens les plus divers pour sensibiliser l’opinion publique mondiale : conférences, signatures de pétitions, campagnes de boycott des marchandises en provenance de pays à esclaves, diffusion de livrets et feuilles imprimés et illustrés. L’Angleterre prit ainsi la tête des courants abolitionnistes mondiaux après avoir maîtrisé le trafic négrier pendant plus de deux siècles[1].

- La Society for the Mitigation and Gradual Abolition of Slavery Throughout the British Dominions, fondée en 1823, avait pour but l'abolition de l'esclavage dans l'Empire britannique. Cet objectif fut atteint en 1838 par le Slavery Abolition Act de 1833.

- En 1839, cette organisation fut remplacée par la British and foreign anti-slavery society. Cette dernière joua un rôle d'expertise, envoyant des émissaires dans le monde entier pour vérifier les conditions d'application des décrets anti-esclavagistes et informer le Parlement britannique des persistances de la traite illégale. Elle tint aussi une place prépondérante au sein du mouvement anti-esclavagiste international, participant même au financement de sociétés étrangères comparables, notamment en France[2]. La British and Foreign Anti-Slavery Society organisa à Londres deux grandes conventions réunissant les délégués de toutes les sociétés abolitionnistes du monde, d'abord en juin 1840, ensuite en juin 1843, dans le but de recenser les différents types d'esclavages du monde, leurs conséquences humaines et commerciales et de dégager des stratégies d'action coordonnée pour obtenir leur disparition[3]

L'action de l'Anti-Slavery Society perdure aujourd'hui au travers de l'organisation non gouvernementale Anti-Slavery International.